# Cunningham C4R
La Cunningham C4R è una vettura da competizione realizzata dalla B.S. Cunningham nel 1952.

## Sviluppo
La C4R rappresentava la seconda vettura da competizione realizzata dall'azienda del miliardario statunitense Briggs Cunningham per competere nei maggiori eventi delle competizioni per vetture sport.

## Tecnica
La vettura incorporava un telaio di tipo tubolare ed era dotata di un ponte posteriore De Dion. Il propulsore che la equipaggiava era un V8 Chrysler 5.4 dalla potenza di 300 cv. Fu una delle prime vetture ad essere dotata di cerchi realizzati in lega per contenere il peso complessivo.

## Attività sportiva
La C4R venne schierata per la prima volta alla 24 Ore di Le Mans del 1952 pilotata dagli equipaggi Walters-Carter, Fitch-Rice e Cunningham-Spear. L'anno successivo, Fitch e Walters ottennero la vittoria assoluta alla 12 Ore di Sebring e due anni dopo le C4R di Spear-Johnson e Cunningham-Bennet si classificarono rispettivamente quarta e quinta assoluta nuovamente a Le Mans.